# Heinrich Reinhold (Mediziner)

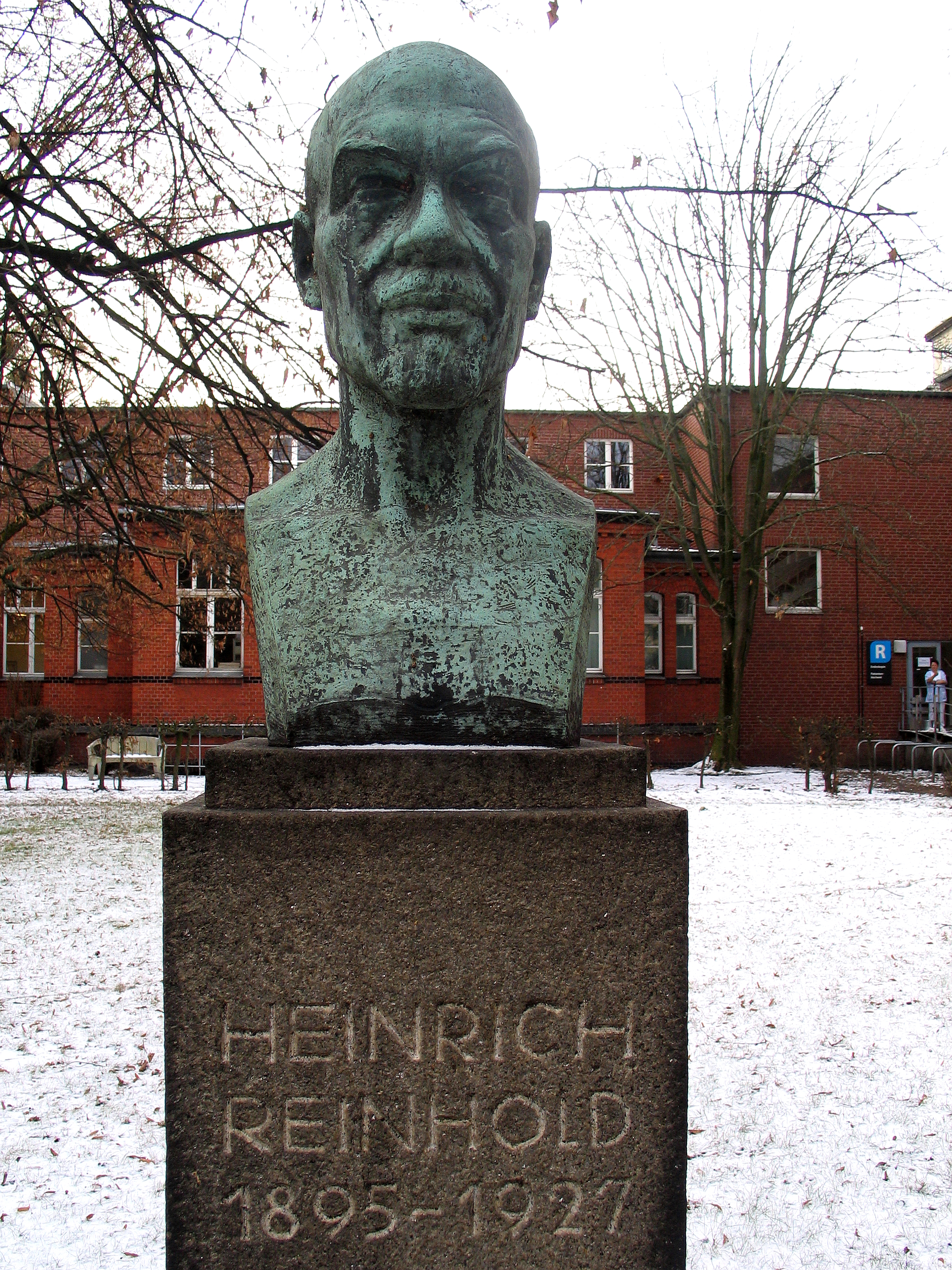
Büste Heinrich Reinholds, 1928 von August Waterbeck geschaffen, auf dem Gelände des KRH Klinikums Nordstadt

Heinrich Reinhold (* 24. September 1862 in Barmen (heute Stadtteil von Wuppertal); † 2. Januar 1927 in Hannover) war ein deutscher Mediziner, Geheimer Medizinalrat, Professor, erster Direktor des städtischen Krankenhauses I („Städtisches Krankenhaus Nordstadt“, heute: KRH Klinikum Nordstadt) und dessen erster Chefarzt.

## Leben
Heinrich Reinhold studierte insbesondere unter Professor Christian Baeumler an der medizinischen Klinik in Freiburg im Breisgau und promovierte dort zum Thema Pathologisch-anatomische Untersuchungen zur Kenntniss der Geschwülste der Zirbeldrüse. An der dortigen medizinischen Klinik war er anschließend zunächst als Hilfsarzt tätig, dann als Assistent und schließlich als Privatdozent.
1894 wurde Reinhold zum Professor berufen und 1895 – dem Jahr der Eröffnung des Städtischen Krankenhauses I in Hannover – Oberarzt in der dortigen Inneren Abteilung.
Heinrich Reinhold beschäftigte sich insbesondere mit dem Leberabszess, der Bulbärparalyse und der Lehre von der Miliartuberkulose.
Im Jahr nach dem Tode des Geheimen Medizinalrates schuf der Bildhauer August Waterbeck 1928 eine Büste Reinholds, die heute auf dem Gelände des städtischen Krankenhauses Nordstadt aufgestellt ist.